# Гбелы
Гбе́лы (словац. Gbely, нем. и венг. Egbell) — город в западной Словакии, расположенный на севере Загорья. Население — около 5 тысяч человек.

## Название
Название имеет половецкое происхождение. Около городка есть холм Острый Верх, который по-половецки будет Эга Бел.

## История
Гбелы впервые упоминаются в 1392. Долгое время Гбелами владела семья Цоборов, пока в 1736 последний из них не проиграл городок в карты и его купили Габсбурги. В 1912 году в окрестностях Гбелов нашли нефть. С той поры Гбелы являются центром добычи нефти в Словакии.

## Население
| Год:                | 1994 | 2004    | 2014    | 2024    |
| ------------------- | ---- | ------- | ------- | ------- |
| Количество человек: | 5275 | 5119    | 5183    | 4837    |
| Разница:            |      | −2,95 % | +1,25 % | −6,67 % |

## Достопримечательности
- Базилика Михаила Архангела

## Города-побратимы
- Жидлоховице (Чехия)